# Solstik på badehotellet
Solstik på badehotellet er en dansk film fra 1973. Den blev instrueret af Klaus Pagh, og manuskriptet blev skrevet af Aage Stentoft og Mogens Dam.

## Medvirkende
- Ulf Pilgaard
- Daimi Gentle
- Klaus Pagh
- Dirch Passer
- Lisbet Lundquist
- Lise-Lotte Norup
- Susanne Breuning